# Lehnstedt
Lehnstedt é um município da Alemanha, situado no distrito de Weimarer Land, no estado da Turíngia. Tem 6,45 km² de área, e sua população em 2019 foi estimada em 341 habitantes.